# ГЕС Liapootah
ГЕС Liapootah – гідроелектростанція у Австралії в центральній частині острова Тасманія. Знаходячись між ГЕС Tarraleah та ГЕС Tungatinah з одного боку та ГЕС Wayatinah (45 МВт) з іншого боку, входить до складу гідровузла у сточища річки Дервент. Остання тече з Центрального нагір’я Тасманії в південно-східному напрямку до впадіння у затоку Сторм (Тасманове море) біля головного міста острова Гобарту.
Ресурс для роботи станції отримують зі сховища Liapootah, створеного на великій лівій притоці Дервенту річці Найв. Її перекрили бетонною гравітаційною греблею висотою 40 метрів та довжиною 110 метрів, яка потребувала 37 тис м3 матеріалу та утримує водойму з площею поверхні 0,2 км2 і об’ємом 1,9 млн м3. На правому та лівому березі сховища знаходяться машинні зали станцій Tarraleah (використовує деривацію ресурсу з Дервенту) і Tungatinah (живиться зі сточища самої Найв та річки Ді – іншої лівої притоки Дервенту).
Від резервуару Liapootah через правобережний гірський масив прокладено дериваційний тунель довжиною 6,6 км. За ним після запобіжного балансувального резервуару баштового типу слідують  напірні водоводи, що спускаються по схилу до розташованого за кілька сотень метрів машинного залу.
Основне обладнання станції становлять три турбіни типу Френсіс потужністю по 29,1 МВт, які при напорі у 103 метри забезпечують виробництво 440 млн кВт-год електроенергії на рік.
Відпрацьована вода по відвідному каналу довжиною 0,2 км потрапляє до Найву незадовго до його устя у створеному на Дервенті сховищі ГЕС Wayatinah (за якою слідує  ГЕС Catagunya).
Видача продукції відбувається по ЛЕП, розрахованій на роботу під напругою 220 кВ.